# Harald Wolf (Radsportler)

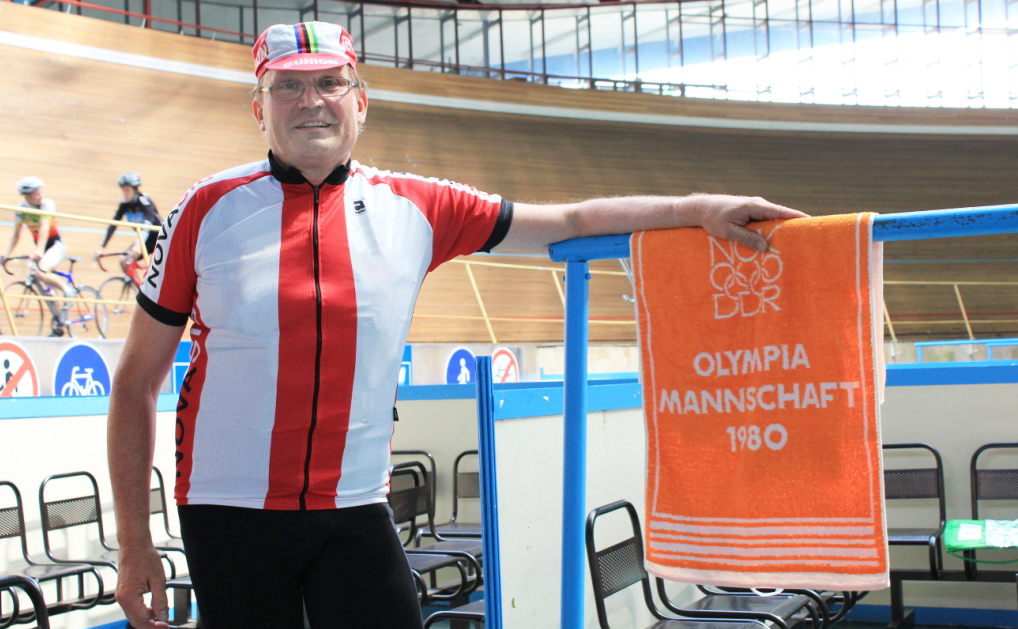
Harald Wolf im Velodrom von Krylatskoje (2013)

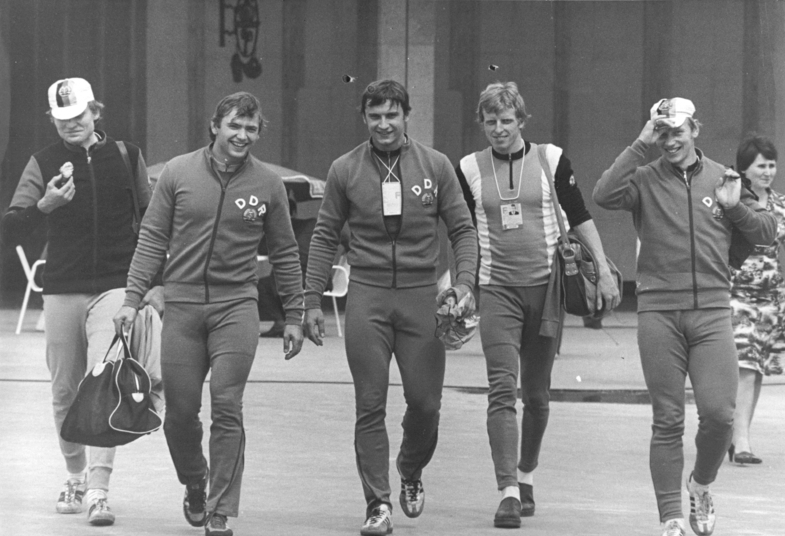
Harald Wolf (links) mit den DDR-Bahnradsportlern Raasch, Heßlich, Macha und Thoms (v. l. n. r.) 1980 in Moskau

Harald Wolf (* 7. November 1955 in Karl-Marx-Stadt) ist ein ehemaliger deutscher Radrennfahrer.

## Sportliche Laufbahn
Als Talent auf Jugendrennen entdeckt, begann Harald Wolf in den Jahren 1969 bis 1970 mit dem Radsporttraining bei Einheit Flöha unter Übungsleiter Manfred Rast. In der Saison 1971/72 wechselte er zu Werner Tennigkeit bei der SG Dynamo Karl-Marx-Stadt, von wo er 1972 zum Sportclub SC Karl-Marx-Stadt delegiert wurde. Seine Trainer wurden hier Paul Tennler, Willy Gruß und Roland Kaiser. Seinen ersten DDR-Meistertitel gewann er 1972 in der Einerverfolgung der Klasse Jugend B. Bereits bei der SG Dynamo spezialisierte sich Wolf als Bahnfahrer auf die 4000-m-Verfolgungsstrecke, startete aber über seine gesamte sportliche Karriere hinweg auch bei Straßenrennen. So errang er 1979 als größten internationalen Erfolg den Gesamtsieg beim Grand Prix de l’Humanité mit einem Etappensieg. Eine Überraschung stellte sein Etappensieg bei der DDR-Rundfahrt 1975 dar. Er gewann das Einzelzeitfahren vor dem späteren Weltmeister André Gevers aus den Niederlanden.
1980 stellte er bei den Olympischen Spielen in Moskau auf dem Velodrom von Krylatskoje einen Weltrekord im 4000-m-Einzelzeitfahren auf, scheiterte aber im Rennen um den dritten Platz am Dänen Hans-Henrik Ørsted.
Mehrmals in den Nationalkader berufen (Weltmeisterschaften 1979 und 1982, XXII. Olympische Spiele 1980), verabschiedete er sich am 8. Dezember 1984 auf der Berliner Winterbahn aus der Nationalmannschaft.

## Berufliches
Nach seinem Abitur studierte Wolf Informationstechnik/Elektronik an der TH Karl-Marx-Stadt und schloss das Studium als Diplom-Ingenieur ab. Der verheiratete Vater eines Sohnes führt heute ein Heizungs- und Sanitärtechnik-Unternehmen im sächsischen Flöha.

## Erfolge
- 1972 DDR-Meister Jugend B 3000-m-Einzelzeitfahren Bahn
- 1975 Vizemeister DDR-Meisterschaft Mannschaftsverfolgung Bahn (SCK) mit M. Wiegand, A. Neuer, H. Richter
- 1975 1. Platz Zeitfahren bei der 23. DDR-Rundfahrt; 4. Platz im Gesamtplacement
- 1976 Sieg Int. Bahnradsportwettbewerb Karl-Marx-Stadt 4000-m-Mannschaftsverfolgung (DDR B) mit H. Taudte, H. Bartels und K.-D. Stein
- 1977 Sieg 110-km-Straßenrennen „Rund um Missen“ (DDR)
- 1978 Vizemeister DDR-Meisterschaft Mannschaftsverfolgung Bahn (SCK) mit M. Hernig, S. Stier, M. Wiegand
- 1979 5. Platz Weltmeisterschaft 4000-m-Einzelverfolgung Bahn
- 1979 Sieger Grand Prix de l’Humanité (Frankreich)
- 1979 Vizemeister DDR-Meisterschaft 4000-m-Einzelverfolgung Bahn
- 1979 DDR-Meister 4000-m-Mannschaftsverfolgung Bahn (SC Karl-Marx-Stadt) mit M. Hernig, M. Wiegand und U. Rudolph
- 1980 DDR-Meister 4000-m-Einzelverfolgung Bahn
- 1980 DDR-Meister Mannschaftsverfolgung Bahn (SCK) mit M. Hernig, S. Stier und M. Wiegand
- 1980 4. Platz Olympische Spiele Moskau 4000-m-Einzelverfolgung Bahn, Weltrekord im Qualifikationslauf
- 1981 3. Platz DDR-Meisterschaft Mannschaftsverfolgung Bahn mit M. Hernig, J. Stein, S. Stier
- 1982 Vizemeister DDR-Meisterschaft Verfolgung Bahn
- 1982 DDR-Meister Mannschaftsverfolgung Bahn (SCK) mit M. Hernig, J. Stein, S. Stier
- 1982 4. Platz Weltmeisterschaft 4000-m-Einzelverfolgung Bahn
- 1983 DDR-Meister Mannschaftsverfolgung Bahn (SCK) mit M. Hernig, J. Stein, S. Stier
- 1983 Etappensieg (Prolog) Niedersachsen-Rundfahrt
- 1984 Vizemeister DDR-Meisterschaft Verfolgung Bahn
- 1984 DDR-Meister Mannschaftsverfolgung Bahn (SCK) mit M. Hernig, J. Stein, S. Stier
- 1984 2. Platz Int. Bahnradsport-Wettbewerbe Leipzig 4000-m-Einzelverfolgung
- 1984 2. Platz Thüringen-Radrundfahrt